# Monotes redheadii
Monotes redheadii là một loài thực vật có hoa trong họ Dầu. Loài này được P.A.Duvign. mô tả khoa học đầu tiên năm 1959.